# From the Bottom of My Broken Heart
"From the Bottom of My Broken Heart"는 미국의 팝 가수 브리트니 스피어스의 노래이자 첫 정규 음반인 ...Baby One More Time의 다섯 번째 싱글이다. 이 싱글은 1999년 12월 15일 발매되었다.